# Oxyserica kurseongana
Oxyserica kurseongana är en skalbaggsart som beskrevs av Moser 1915. Oxyserica kurseongana ingår i släktet Oxyserica och familjen Melolonthidae. Inga underarter finns listade i Catalogue of Life.